# Бассентуэйт
Бассентуэйт (англ. Bassenthwaite Lake) — озеро в графстве Камбрия на северо-западе Англии, в Камберлендских горах.

## География

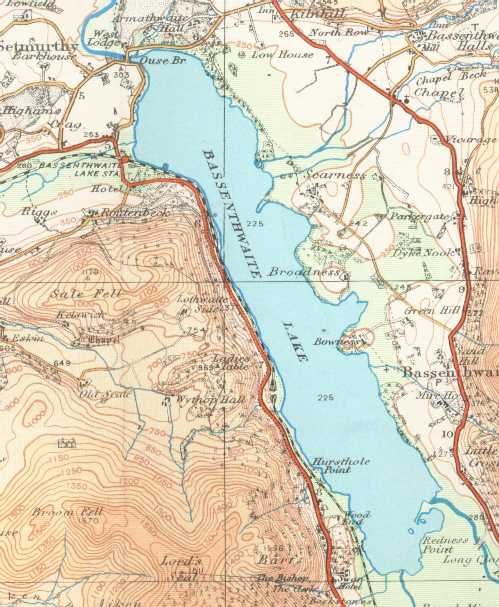
Карта озера Бассентуэйт

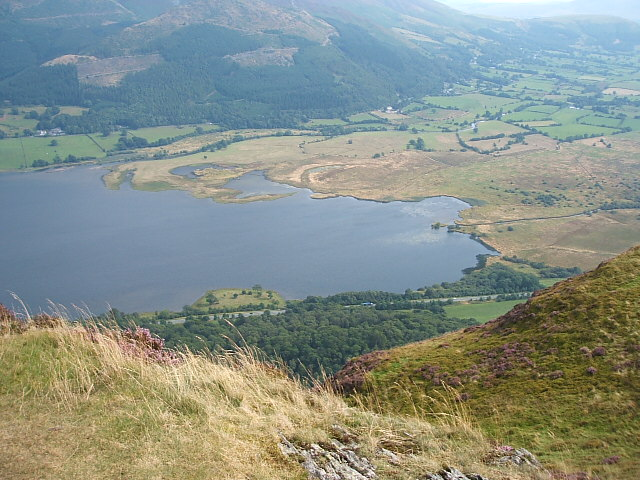
Вид на южную оконечность озера Бассентуэйт

Озеро расположено на территории национального парка Лейк-Дистрикт (Озёрный край). Самое северное из основных озёр парка. Площадь озера составляет 5 км², Бассентуэйт является четвёртым по величине озером Камбрии, а также и четвёртым по величине естественным озером Англии. Средняя глубина — 5,3 метров, максимальная глубина — 19 метра.
Бассентуэйт и Деруэнт-Уотер были когда-то одним большим озером, которое разделилось на два после ледникового периода.

## Фауна
Озеро является одним из лучших мест для наблюдения за птицами в парке. На озере или вокруг него гнездятся более семидесяти видов птиц, в том числе большая поганка, кулик-сорока, камышовка и скопа. Смешанные леса вокруг озера являются пристанищем косуль и белок. В водах озера водится очень редкая разновидность ряпушки — Coregonus vandesius, которая обитает ещё лишь в озере Деруэнт-Уотер и двух шотландских озёрах.

## Окрестности озера
Деревня Бассентуэт компактно расположена в двух километрах от северо-восточного берега озера. Деревенская церковь несколько изолирована от неё и находится непосредственно на озере примерно в 5 км к югу. Церковь, построенная в XII веке в честь святой Бригиты, была сильно перестроена в XIX веке, но сохранила нормандские арки алтаря и некоторые особенности ранней английской архитектуры.
Деревня Торнтвейт, разбросанная у южной оконечности озера, имеет художественную галерею, где проводятся выставки живописи и скульптуры. Из деревни вдоль западного берега озере через лес Торнвейт проложены живописные тропинки, описанные ещё поэтом Альфредом Теннисоном в «Королевские идиллиях».
На восточной стороне озера расположена усадьба Майрхаус, возле которого есть маленький театр под открытым небом, построенный обществом Теннисона в 1974 году для чтения «Morte d’Arthur», так как считается, что Теннисон, который часто останавливался в Майрхаус, написал здесь большую часть этого стихотворения.